# ژاکلین کاکرن
ژاکلین کاکرن (به انگلیسی: Jacqueline Cochran) (۱۱ مه ۱۹۰۶ – ۹ اوت ۱۹۸۰) یکی از پیشگامان صنعت هوانوردی آمریکا بشمار می‌آید. بسیاری از رکوردهای دنیای هوانوردی توسط وی بدست آمده و تا امروز نیز همچنان دست نیافتنی می‌باشند. وی یکی از مشارکت‌کنندگان ایجاد سازمان زنان خلبان در استخدام نیروی هوایی و سپاه کمکی زنان ارتش در زمان جنگ بوده است. وی اولین زنی بود که توانست یک بمب افکن را از فراز اقیانوس اطلس عبور دهد. این پرواز در طی جنگ جهانی دوم و به مقصد انگلستان انجام گرفت. نام وی به عنوان اولین زنی که توانسته با هواپیما از دیوار صوتی عبور کند به ثبت رسیده است. همچنین وی اولین زنی بود که توانست نشست و برخاست از روی عرشه یک ناو هواپیمابر را با موفقیت به انجام برساند. کاکرن تا زمان مرگش توانست ۲۰۰ مدال و تقدیرنامه را دریافت کند.

## یادمان‌ها
- تالار مشاهیر هوانوردی آمریکا در سال ۱۹۷۱ نام او را در زمره برگزیدگان هوانوردی ایالات متحده آمریکا قرار داد.
- اتحادیه بین‌المللی اخترشناسی در سال ۱۹۸۵ نام کاکرن را برای نامگذاری یکی از حفره‌های بزرگ موجود روی سطح سیاره ناهید نهاد.
- نام وی بعنوان اولین زنی که توانست نمایش هوایی موفقی در آکادمی نیروی هوایی ایالات متحده آمریکا به انجام برساند ثبت شده است.
- اداره پست ایالات متحده آمریکا در سال ۱۹۹۶ تمبر یادبودی از وی منتشر کرد که روی آن درج شده بود: «ژاکلین کاکرن، خلبان پیشگام»